# Dominik Grüllich
Dominik Grüllich (* 27. März 2002 in Wolnzach) ist ein deutscher Dartspieler.

## Karriere
Dominik Grüllich spielte zu Beginn seiner Karriere im Jugend-Nationalteam. Parallel dazu spielte er zwischen 2018 und 2020 die PDC Development Tour. Bei der WDF gewann er 2019 die Sylt Classic Youth und erreichte das Viertelfinale beim WDF World Cup 2019 Youth. Beim World Masters schied er im Juniorenturnier in der zweiten Runde aus. Nach Dartitis-Problemen erreichte Grüllich auf der PDC Development Tour 2021 sein erstes Finale. Hier musste er sich Nico Kurz geschlagen geben. Beim World Masters 2022 überstand Grüllich die Gruppenphase. Auf der PDC Development Tour 2023 erreichte er zweimal ein Halbfinale und ein Finale. Bei der PDC World Youth Championship 2023 schloss seine Gruppe als Erster ab, ehe er gegen Gian van Veen ausschied. Im Oktober erreichte er das Viertelfinale der PDC Europe Super League 2023, dort schied er – erneut von Dartitis geplagt – gegen Lukas Wenig mit 0:6 aus.
Zu Beginn des Jahres 2024 verpasste Grüllich bei der PDC Qualifying School eine Tour Card, als er mehrere Matchdarts nicht nutzt. Bei den UK Open 2024 schied er in der ersten Runde aus. Im Oktober gab Grüllich als Nachrücker sein Debüt bei den Players Championships. Bei der PDC World Youth Championship 2024 zog er ins Achtelfinale und bei der Super League ins Halbfinale ein.
Bei der PDC Q-School sicherte er sich über die Rangliste am 12. Januar 2025 eine Tour Card für die PDC Pro Tour. Auf der PDC Development Tour 2025 erreichte er ein Finale, ein Viertelfinale und gewann schließlich bei Event 10 seinen ersten Titel. Bei Players Championship 14 erreichte Grüllich nach Siegen über Ryan Meikle, Alexander Merkx, Daryl Gurney, Maik Kuivenhoven, Dirk van Duijvenbode und Michael Smith sein erstes Pro-Tour-Finale, wo er jedoch Jonny Clayton unterlag.

## Titel

### PDC
- Secondary Tour Events
  - PDC Development Tour
    - PDC Development Tour 2025: 10

## Weltmeisterschaftsresultate

### PDC-Junioren
- 2023: 1. Runde (3:6-Niederlage gegen  Gian van Veen)
- 2024: Achtelfinale (1:6-Niederlage gegen  Dylan Slevin)

## Turnierergebnisse
| Turnier                    | 2022              | 2023              | 2024              | 2025 |
| -------------------------- | ----------------- | ----------------- | ----------------- | ---- |
| WDF-Platin-/Major-Turniere |                   |                   |                   |      |
| World Masters              | 2R                | n/a               | n/t               | n/a  |
| PDC-Ranking-Turniere       |                   |                   |                   |      |
| World Masters              | nicht ausgetragen | nicht ausgetragen | nicht ausgetragen | VR   |
| UK Open                    | n/t               | n/t               | 1R                | 3R   |
| Karrierestatistiken        |                   |                   |                   |      |
| Jahresendplatzierung       | ?                 | –                 | –                 |      |
| Verband                    | WDF               | PDC               | PDC               | PDC  |

| Legende zu den Turnierergebnissen | Legende zu den Turnierergebnissen | Legende zu den Turnierergebnissen | Legende zu den Turnierergebnissen | Legende zu den Turnierergebnissen | Legende zu den Turnierergebnissen | Legende zu den Turnierergebnissen | Legende zu den Turnierergebnissen | Legende zu den Turnierergebnissen | Legende zu den Turnierergebnissen |
| --------------------------------- | --------------------------------- | --------------------------------- | --------------------------------- | --------------------------------- | --------------------------------- | --------------------------------- | --------------------------------- | --------------------------------- | --------------------------------- |
| n/t                               | nicht teilgenommen                | n/q                               | nicht qualifiziert                | n/a                               | nicht ausgetragen                 | #R                                | Aus in jeweiliger Runde           | GP                                | Aus in der Gruppenphase           |
| AF                                | Achtelfinalist                    | VF                                | Viertelfinalist                   | HF                                | Halbfinalist                      | F                                 | Turnierfinalist                   | S                                 | Turniersieger                     |